# Hohenbergia urbaniana
Hohenbergia urbaniana är en gräsväxtart som beskrevs av Carl Christian Mez. Hohenbergia urbaniana ingår i släktet Hohenbergia och familjen Bromeliaceae.
Artens utbredningsområde är Jamaica. Inga underarter finns listade i Catalogue of Life.